# Blue Systems
Blue Systems es una empresa de informática alemana. Es el mayor promotor de Kubuntu y patrocinador de numerosos desarrolladores de KDE.

## Historia
Blue Systems fue fundado por el empresario alemán Clemens Tönnies jr, hijo del difunto Bernd Tönnies quien fundó la procesadora de carne Tönnies Lebensmittel en 1971. Clemens Tönnies jr. heredó el 25 % pero dejó la compañía al transferir sus acciones a su hermano Robert, quien ahora posee el 50 % de Tönnies Lebensmittel.[cita requerida] El otro 50 % es del hermano de Bernd, Clemens Tönnies sr. quien es el presidente de la junta directiva del FC Schalke 04. Tönnies Lebensmittel generó 4300 millones de euros en ingresos en 2011.
El sitio web de tecnología Golem.de publicó un artículo acerca de Tönnies jr. en julio de 2012. De acuerdo al artículo Tönnies jr. estudió ciencias de la computación, tenía 36 años al momento de la publicación, y es descrito como un filántropo. El artículo cita al empleado de Blue Systems Aurélien Gâteau, "Blue Systems no tiene modelo de negocio, al menos no por ahora".
Blue Systems saltó a la luz al crear la distribución de Linux Netrunner (basada en Kubuntu), la cual tuvo su primer lanzamiento en marzo de 2010.
En febrero de 2012 Clement Lefebvre (desarrollador de Linux Mint) anunció que Blue Systems se convertiría en patrocinador de la versión KDE de Mint.
Blue Systems reemplazó a Canonical Ltd. como mayor patrocinador de Kubuntu en abril de 2012,, luego de que la última dejara la distribución en manos de la comunidad en febrero de 2012.
A lo largo de 2012 Blue Systems ha ganado mayor atención al contratar numerosos desarrolladores de KDE.
Dentro de los desarrolladores de KDE contratados están los anteriores empleados de Canonical Jonathan Riddell y Aurélien Gâteau, quienes se unieron en abril de 2012, junto al desarrollador de KWin Martin Gräßlin quien anunció en octubre de 2012 que fue contratado por Blue Systems para trabajar a tiempo completo en KWin, iniciando en enero de 2013.